# Agus Budy Aji
Agus Budy Aji (ur. 6 września 1976 w Cilacap) – indonezyjski wioślarz.

## Osiągnięcia
- Mistrzostwa Świata – Gifu 2005 – czwórka bez sternika wagi lekkiej – 15. miejsce[1].
- Mistrzostwa Świata – Eton 2006 – czwórka bez sternika – 18. miejsce[1].
- Mistrzostwa Świata – Monachium 2007 – czwórka bez sternika wagi lekkiej – 23. miejsce[1].
- Mistrzostwa Świata – Poznań 2009 – czwórka bez sternika wagi lekkiej – 20. miejsce[1].